# Collegio elettorale di Vercelli (Camera dei deputati)
Il collegio di Vercelli fu un collegio elettorale uninominale della Repubblica Italiana per l'elezione della Camera dei deputati. Apparteneva alla Circoscrizione Piemonte 2 e fu utilizzato per eleggere un deputato nella XII, XIII e XIV legislatura.
Venne istituito nel 1993 con la cosiddetta Legge Mattarella (Legge n. 277, Nuove norme per l'elezione della Camera dei deputati), attuata in seguito al referendum abrogativo del 1993. La legge istituì per la Camera dei deputati e per il Senato della Repubblica un sistema di elezione misto, in parte maggioritario e in parte proporzionale. Il 75% dei parlamentari dell'assemblea veniva eletto in collegi uninominali tramite sistema maggioritario a turno unico; il restante 25% alla Camera veniva eletto tramite sistema proporzionale con liste bloccate.
Il collegio venne abolito insieme a tutti gli altri che costituivano la Camera con la promulgazione della legge elettorale successiva, la cosiddetta Legge Calderoli. Questa prevedeva un sistema proporzionale con premio di maggioranza, che alla Camera veniva attribuito a livello nazionale.

## Territorio
Il collegio di Vercelli era uno dei 36 collegi uninominali in cui era suddiviso il Piemonte e, come previsto dal D.Lgs. del 20 dicembre 1993 n. 536, era interamente compreso nella provincia di Vercelli e comprendeva i seguenti comuni: Albano Vercellese, Alice Castello, Arborio, Asigliano Vercellese, Balocco, Bianzè, Borgo Vercelli, Borgo d'Ale, Buronzo, Caresana, Caresanablot, Carisio, Casanova Elvo, Cigliano, Collobiano, Costanzana, Crescentino, Crova, Desana, Fontanetto Po, Formigliana, Ghislarengo, Greggio, Lamporo, Lenta, Lignana, Livorno Ferraris, Moncrivello, Motta de' Conti, Olcenengo, Oldenico, Palazzolo Vercellese, Pertengo, Pezzana, Prarolo, Quinto Vercellese, Rive, Ronsecco, Rovasenda, Salasco, Sali Vercellese, Saluggia, San Germano Vercellese, San Giacomo Vercellese, Santhià, Stroppiana, Tricerro, Trino, Tronzano Vercellese, Vercelli, Villarboit e Villata.

## Eletti
| Elezione | Elezione                 | Deputato       | Partito                 |
| -------- | ------------------------ | -------------- | ----------------------- |
|          | 1994                     | Roberto Rosso  | Polo delle Libertà (FI) |
| 1996     | Polo per le Libertà (FI) | Roberto Rosso  |                         |
|          | 2001                     | Valter Zanetta | Casa delle Libertà (FI) |

## Dati elettorali

### XII legislatura

#### Risultati proporzionale
| Coalizioni        | Coalizioni         | Liste                           | Liste                              | Voti   | %     |
| ----------------- | ------------------ | ------------------------------- | ---------------------------------- | ------ | ----- |
|                   | Polo delle Libertà |                                 | Forza Italia                       | 29.221 | 30,71 |
|                   | Polo delle Libertà | Lega Nord                       | 14.130                             | 14,85  |       |
| Totale Coalizione | Totale Coalizione  | 43.351                          | 45,56                              |        |       |
|                   | Progressisti       |                                 | Partito Democratico della Sinistra | 15.033 | 15,80 |
|                   | Progressisti       | Rifondazione Comunista          | 6.815                              | 7,16   |       |
|                   | Progressisti       | Federazione dei Verdi           | 3.154                              | 3,31   |       |
|                   | Progressisti       | Partito Socialista Italiano     | 1.510                              | 1,59   |       |
|                   | Progressisti       | Alleanza Democratica            | 1.292                              | 1,36   |       |
|                   | Progressisti       | La Rete - Movimento Democratico | 674                                | 0,71   |       |
| Totale coalizione | Totale coalizione  | 28.478                          | 29,93                              |        |       |
|                   | Patto per l'Italia |                                 | Partito Popolare Italiano          | 10.977 | 11,54 |
|                   | Alleanza Nazionale | Alleanza Nazionale              | Alleanza Nazionale                 | 7.776  | 8,16  |
|                   | Lista Pannella     | Lista Pannella                  | Lista Pannella                     | 4.582  | 4,82  |
| Totale            | Totale             | Totale                          | Totale                             | 95.154 |       |

#### Risultati uninominale
|                               | Roberto Rosso ✔️ Eletto    | Polo delle Libertà (FI - LN - CCD - UDC) | 45 423 | 48,48 |  |  |  |  |  |
|                               | Gabriele Bagnasco          | Progressisti                             | 25 974 | 27,72 |  |  |  |  |  |
|                               | Piero Giuseppe Barbonaglia | Patto per l'Italia                       | 13 106 | 13,99 |  |  |  |  |  |
|                               | Alberto Cortopassi         | Alleanza Nazionale                       | 9 187  | 9,81  |  |  |  |  |  |
| Totale                        | Totale                     | Totale                                   | 93 690 | 100   |  |  |  |  |  |
|                               |                            |                                          |        |       |  |  |  |  |  |
| Fonte: Ministero dell'interno |                            |                                          |        |       |  |  |  |  |  |

### XIII legislatura

#### Risultati proporzionale
| Coalizioni        | Coalizioni              | Liste                                     | Liste                              | Voti   | %     |
| ----------------- | ----------------------- | ----------------------------------------- | ---------------------------------- | ------ | ----- |
|                   | Polo per le Libertà     |                                           | Forza Italia                       | 25.809 | 28,23 |
|                   | Polo per le Libertà     | Alleanza Nazionale                        | 11.026                             | 12,06  |       |
|                   | Polo per le Libertà     | CCD-CDU                                   | 2.814                              | 3,08   |       |
| Totale coalizione | Totale coalizione       | 39.649                                    | 43,37                              |        |       |
|                   | L'Ulivo                 |                                           | Partito Democratico della Sinistra | 16.739 | 18,31 |
|                   | L'Ulivo                 | Popolari per Prodi (PPI-SVP-PRI-UD-Prodi) | 6.474                              | 7,08   |       |
|                   | L'Ulivo                 | Federazione dei Verdi                     | 2.246                              | 2,46   |       |
| Totale coalizione | Totale coalizione       | 25.459                                    | 27,85                              |        |       |
|                   | Lega Nord               | Lega Nord                                 | Lega Nord                          | 15.516 | 16,97 |
|                   | Progressisti            |                                           | Rifondazione Comunista             | 8.075  | 8,83  |
|                   | Lista Pannella - Sgarbi | Lista Pannella - Sgarbi                   | Lista Pannella - Sgarbi            | 2.108  | 2,31  |
|                   | Mani Pulite             | Mani Pulite                               | Mani Pulite                        | 616    | 0,67  |
| Totale            | Totale                  | Totale                                    | Totale                             | 91.423 |       |

#### Risultati uninominale
|                               | Roberto Rosso ✔️ Eletto          | Polo per le Libertà    | 37 245 | 41,24 |  |  |  |  |  |
|                               | Giovanni Tricerri                | L'Ulivo                | 34 174 | 37,84 |  |  |  |  |  |
|                               | Francesco Giuseppe Carlo Borasio | Lega Nord              | 17 355 | 19,22 |  |  |  |  |  |
|                               | Francesco Radaelli               | Alleanza per il Centro | 1 531  | 1,70  |  |  |  |  |  |
| Totale                        | Totale                           | Totale                 | 90 305 | 100   |  |  |  |  |  |
|                               |                                  |                        |        |       |  |  |  |  |  |
| Fonte: Ministero dell'interno |                                  |                        |        |       |  |  |  |  |  |

### XIV legislatura

#### Risultati proporzionale
| Coalizioni        | Coalizioni              | Liste                                 | Liste                   | Voti   | %     |
| ----------------- | ----------------------- | ------------------------------------- | ----------------------- | ------ | ----- |
|                   | Casa delle Libertà      |                                       | Forza Italia            | 30.230 | 34,88 |
|                   | Casa delle Libertà      | Alleanza Nazionale                    | 7.052                   | 8,14   |       |
|                   | Casa delle Libertà      | Lega Nord                             | 4.590                   | 5,30   |       |
|                   | Casa delle Libertà      | Nuovo PSI                             | 2.296                   | 2,65   |       |
|                   | Casa delle Libertà      | CCD-CDU                               | 1.756                   | 2,03   |       |
| Totale coalizione | Totale coalizione       | 45.924                                | 53,00                   |        |       |
|                   | L'Ulivo                 |                                       | Democratici di Sinistra | 13.479 | 15,55 |
|                   | L'Ulivo                 | La Margherita (Dem - PPI - RI- UDEUR) | 11.313                  | 13,05  |       |
|                   | L'Ulivo                 | Comunisti Italiani                    | 1.950                   | 2,25   |       |
|                   | L'Ulivo                 | Il Girasole (FdV - SDI)               | 1.604                   | 1,85   |       |
| Totale coalizione | Totale coalizione       | 28.346                                | 32,70                   |        |       |
|                   | Rifondazione Comunista  | Rifondazione Comunista                | Rifondazione Comunista  | 4.233  | 4,88  |
|                   | Lista Pannella - Bonino | Lista Pannella - Bonino               | Lista Pannella - Bonino | 2.915  | 3,36  |
|                   | Lista Di Pietro         | Lista Di Pietro                       | Lista Di Pietro         | 2.813  | 3,25  |
|                   | Democrazia Europea      | Democrazia Europea                    | Democrazia Europea      | 1.242  | 1,43  |
|                   | Fiamma Tricolore        | Fiamma Tricolore                      | Fiamma Tricolore        | 1.116  | 1,29  |
|                   | Abolizione scorporo     | Abolizione scorporo                   | Abolizione scorporo     | 71     | 0,08  |
| Totale            | Totale                  | Totale                                | Totale                  | 86.660 |       |

#### Risultati uninominale
|                               | Valter Zanetta ✔️ Eletto | Casa delle Libertà | 41 275 | 47,56 |  |  |  |  |  |
|                               | Claudia Demarchi         | L'Ulivo            | 34 571 | 39,84 |  |  |  |  |  |
|                               | Pietro Luca Oddo         | Lista Emma Bonino  | 3 192  | 3,68  |  |  |  |  |  |
|                               | Marco Bellaguardia       | Lista Di Pietro    | 3 049  | 3,51  |  |  |  |  |  |
|                               | Massimo Bosso            | Fiamma Tricolore   | 2 432  | 2,80  |  |  |  |  |  |
|                               | Giovanni Franco Giuliano | Democrazia Europea | 2 263  | 2,61  |  |  |  |  |  |
| Totale                        | Totale                   | Totale             | 86 782 | 100   |  |  |  |  |  |
|                               |                          |                    |        |       |  |  |  |  |  |
| Fonte: Ministero dell'interno |                          |                    |        |       |  |  |  |  |  |